# Peter Riede
Peter Riede (* 1960 in Bad Neustadt an der Saale) ist ein evangelischer Theologe.

## Leben
Nach dem Studium der evangelischen Theologie in Tübingen, Bern und Heidelberg absolvierte er 1987/1988 das Vikariat. Von 1988 bis 1992 war er im Pfarrdienst in Karlsruhe und Heidelberg tätig. Von 1992 bis 1995	war er wissenschaftlicher Mitarbeiter in der Abteilung Altes Testament der Universität Heidelberg. von 1995 bis 1997 war er Forschungsassistent und seit 1997 Seminarassistent an der Evang.-Theol. Fakultät der Universität Tübingen. Von 1995 bis 2001 war er zugleich stellvertretender Leiter des Tübinger Forschungsprojektes "Die Tier- und Pflanzenwelt der Bibel". Nach der Promotion 1998 und der Habilitation 2005 wurde er 2008 zum außerplanmäßigen Professor ernannt. Von 2009 bis 2014 war er Pfarrdienst im Kirchenbezirk Kraichgau tätig. Ab 1. Juni 2014 leitet er die Abteilung Theologische Ausbildung und Prüfungsamt der Evangelischen Landeskirche in Baden.
Seine Forschungsschwerpunkte sind Psalmenforschung, Prophetie, insbesondere Dodekapropheton, Anthropologie, Metaphorik, Schöpfungstheologie und Tier- und Pflanzenwelt der Bibel.

## Werke (Auswahl)
- Im Netz des Jägers. Studien zur Feindmetaphorik der Individualpsalmen (= Wissenschaftliche Monographien zum Alten und Neuen Testament. Band 85). Neukirchener Verlag, Neukirchen-Vluyn 2000, ISBN 3-7887-1751-3 (zugleich Dissertation, Tübingen 1998).
- Im Spiegel der Tiere. Studien zum Verhältnis von Mensch und Tier im alten Israel (= Orbis biblicus et orientalis. Band 187). Vandenhoeck und Ruprecht, Göttingen 2003, ISBN 3-7278-1407-1.
- Vom Erbarmen zum Gericht. Die Visionen des Amosbuches (Am 7-9*) und ihr literatur- und traditionsgeschichtlicher Zusammenhang (= Wissenschaftliche Monographien zum Alten und Neuen Testament. Band 120). Neukirchener Verlag, Neukirchen-Vluyn 2008, ISBN 978-3-7887-2245-6 (zugleich Habilitationsschrift, Tübingen 2005).
- Schöpfung und Lebenswelt. Studien zur Theologie und Anthropologie des Alten Testaments (= Marburger theologische Studien. Band 106). Evangelische Verlagsanstalt, Leipzig 2009, ISBN 978-3-374-02734-7.
- Ich mache dich zur festen Stadt. Zum Prophetenbild von Jeremia 1,18f und 15,20 (= Forschung zur Bibel. Band 121). Echter, Würzburg 2009, ISBN 978-3-429-03179-4.
- Trost, der ins Leben führt. Ein Beitrag zum Menschen- und Gottesverständnis des Alten Testaments (= Biblisch-theologische Studien, Bd. 138). Neukirchener Verlag, Neukirchen-Vluyn 2013, ISBN 978-3-7887-2701-7.
- Bilder der Vergänglichkeit. Studien zur alttestamentlichen Mottenmetaphorik (= Forschung zur Bibel. Band 128). Echter, Würzburg 2013, ISBN 978-3-429-03634-8.
- Kostbarer Boden - liebliches Land. Beiträge zu einer alttestamentlichen Agrotheologie (= Forschung zur Bibel, Bd. 140). Echter, Würzburg 2020, ISBN 978-3-429-05554-7.
- Zwischen Mensch und Gott. Psalm 45 und die Bedeutung von König und Königin im Rahmen der judäischen Herrschaftstheologie (= Wissenschaftliche Monographien zum Alten und Neuen Testament, Bd. 169). Vandenhoeck & Ruprecht, Göttingen 2022, ISBN 978-3-525-56074-7.
- Solarisierung im Amosbuch? Eine neuere Deutung der fünften Amosvision (Am 9,1-4) und das Problem des religionsgeschichtlichen Vergleichs (= Forschung zur Bibel, Bd. 142). Echter, Würzburg 2023, ISBN 978-3-429-05868-5.
- Bei Gott ist Rettung. Studien zur Theologie und Anthropologie des Zwölfprophetenbuches (= Forschung zur Bibel, Bd. 145). Echter, Würzburg 2024, ISBN 978-3-429-06709-0.
- Vielleicht ...: Ein hebräisches Modalwörtchen und seine Bedeutung für eine Theologie der Hoffnung (= Wissenschaftliche Untersuchungen zum Alten und Neuen Testament, Bd. 179). Vandenhoeck & Ruprecht, Göttingen 2024, ISBN 978-3-525-50196-2.